# Сан Салвадор (вулкан)
Вулканът Сан Салвадор е стратовулкан, разположен непосредствено на запад – северозапад от столицата на Салвадор – Сан Салвадор. При всяка геологична активност на вулкана съществува реална опасност за столицата под него. Последното изригване на вулкана е било през 1987 г., а предишни документирани изригвания, съпроводени със силни земетресения и разрушения, са отбелязани през годините 1798, 1854, 1873, 1917, 1965 г.
Вулканът Сан Салвадор е сравнително млад вулкан отпреди около 70 000 години, когато височината му е била около 3000 m. Преди около 40 000 години, след мощна експлозия, се образува калдера с диаметър около 6 km, върхът на конуса изригва и като остатъци от периферията на конуса остават върхове с височини около 1450 и 1960 m, забележими и днес. Преди изригването през 1917 г. в калдерата съществува вулканично езеро, затрупано от осадъчни материали и пресъхнало. По-новите изригвания показват по-различен състав на магмата отпреди – повече алкални железни окиси.